# Poștașul
Poștașul (titlu original The Postman) este un roman științifico-fantastic distopic post-apocaliptic scris de Glen David Brin și publicat prima oară în 1985 de editura Bantam Books.
Primele doua părți ale romanului au fost publicate separat: The Postman (1982) și Cyclops (1984). Ambele lucrări au fost nominalizate la Premiul Hugo pentru cea mai bună nuvelă. Poștașul a câștigat Premiul John W. Campbell și Premiul Locus pentru cel mai bun roman science-fiction (ambele în 1986). Romanul a mai fost nominalizat la Premiul Hugo și Nebulapentru cel mai bun roman.

## Intriga
În pofida scenariului post-apocaliptic și a câtorva scene, cartea este mai ales despre civilizație și simboluri. Fiecare dintre cele trei secțiuni tratează un simbol diferit.  
Primul este poștașul însuși, Gordon Krantz, care poartă uniforma Poștei Statele Unite doar pentru a-i ține de cald și joacă în scenete de William Shakespeare pentru a primi alimente. Originar din Minnesota, el călătorește spre vest până în Oregon. Refugiindu-se într-o dubiță poștală abandonată, găsește un sac cu scrisori pe care îl duce comunității din apropiere în schimbul mâncării și al adăpostului. El ajunge să facă servicii poștale și să transporte scrisori cu promisiuni deșarte de ajutor din partea Statelor Unite Restaurate ale Americii, dând speranțe oamenilor dintr-o comunitate amenințată de dictatori militari locali. Reputația sa de poștaș real nu se clădește inițial din cauza unei fraude deliberate, ci din cauza faptului că oamenii sunt disperați să creadă.
În a doua secțiune a cărții, el întâlnește o comunitate (Corvallis, Oregon) condusă de Cyclops, aparent o inteligență artificială creată la Universitatea de Stat din Oregon, care a supraviețuit în mod miraculos cataclismului. În realitate, mașina a încetat să funcționeze în timpul unei bătălii, iar un grup de savanți se străduiesc să mențină impresia că ar funcționa, pentru a păstra vie speranța, ordinea și cunoștințele.
În a treia secțiune, poștașul se alătură savanților lui Cyclops într-o luptă împotriva unui aflux de supraviețuitori împinși spre acele zone de un dușman necunoscut. Numele lor, holniștii, vine de la creatorului idealului lor, Nathan Holn - un autor care a elogiat o societate extremistă, violentă și misogină. Adepții lui au împiedicat Statele Unite să își revină după război și după plăgile care i-au urmat. Scena finală a cărții lasă impresia unei posibile alianțe cu dușmanul acestor holniști, într-un efort de a revitaliza civilizația.

### Secțiunile cărții
- Partea întâi - Munții Cascadelor
- Partea a doua - Cyclops
- Partea a treia - Cincinnatus[3]

## Opinii critice
SFReviews a lăudat romanul, apreciind că "are minunatul talent de povestitor al lui Brin. Are eroul neînțeles, care nu știe că e erou. Are lupta dintre bine și rău. Are întrebări profunde". La rândul său, SF Site a considerat că punctele forte ale romanului le reprezintă "proza, povestea, momentele epice, personajul principal", caracterizând stilul lui Brin ca fiind unul "solid, limpede și dur ca un diamant și la fel de năvalnic ca Henric al V-lea a lui Shakespeare". 

## Adaptări
În 1997, Kevin Costner a realizat un film bazat pe acest roman, în care a jucat rolul principal.
Deși a respectat în mare acțiunea cărții, modificând doar finalul, filmul a fost un eșec atât din punct de vedere financiar cât și al criticii, câștigând cinci premii Razzie la categoriile "Cel mai prost actor", "Cel mai prost regizor", "Cel mai prost cântec original", "Cel mai prost film" și "Cel mai prost scenariu".

## Traduceri
- 1993 - Postașul vine după apocalips, Editura Baricada, traducere de Horia Aramă, 416 pag., ISBN 973-9081-27-4
- 2013 - Poștașul (cartonată), Ed. Paladin, traducere de Ana-Veronica Mircea, 392 pag., ISBN 978-973-124-890-5

## Vezi și
- 1985 în științifico-fantastic